# Dhondtiscus
Dhondtiscus är ett släkte av mossdjur. Dhondtiscus ingår i familjen Dhondtiscidae.
Dhondtiscus är enda släktet i familjen Dhondtiscidae.
Kladogram enligt Catalogue of Life:
| Dhondtiscus | \| \| Dhondtiscus sphericus \| \| \| \| \| \| Dhondtiscus trochus \| \| \| \| |
|             | \| \| Dhondtiscus sphericus \| \| \| \| \| \| Dhondtiscus trochus \| \| \| \| |
|             | Dhondtiscus sphericus                                                         |
|             |                                                                               |
|             | Dhondtiscus trochus                                                           |
|             |                                                                               |